# Johann Daniel Victor von Scheele

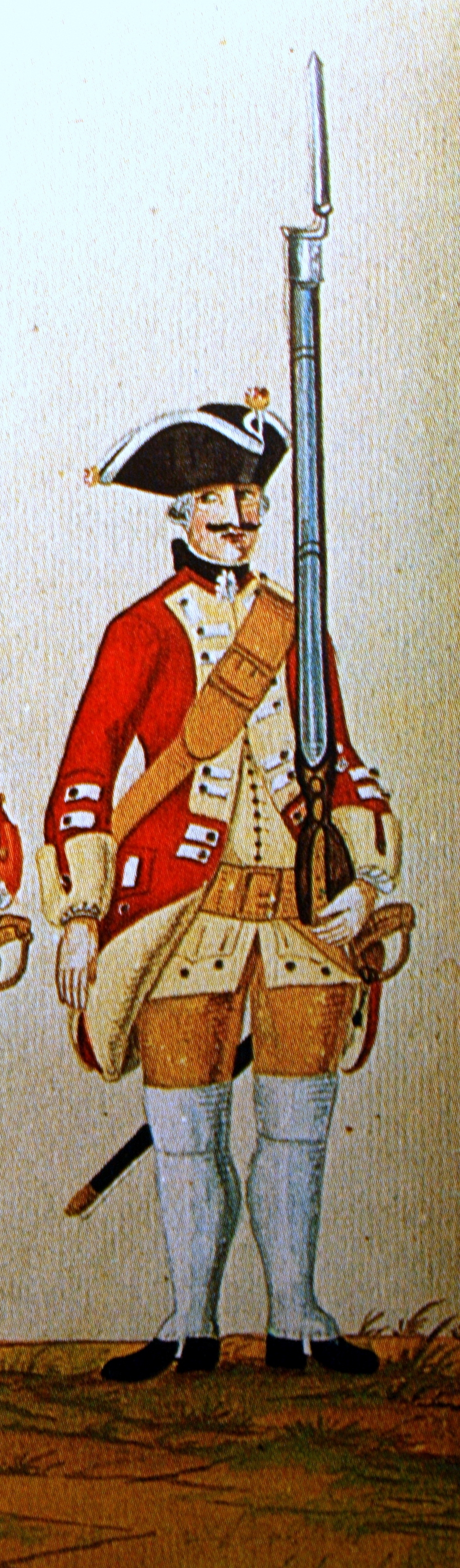
Kurhannoversches Infanterie-Regiment „von Scheele“, aus dem Gmundener Prachtwerk, ca. 1761

Johann Daniel Victor von Scheele (* 1705 in Osnabrück; † 27. November 1774 ebenda) war ein Generalleutnant des Kurfürstentums Braunschweig-Lüneburg und Landrat der osnabrückischen Ritterschaft.

## Familie
Johann Daniel Victor von Scheele zu Schelenburg und Brunnenbrock entstammte einer traditionsreichen westphälischen Familie, die seit dem Ahnen Rabado de Schele 1358 (⚭ Palmenia von Schloen) als dem ritterblütigen Adelsstand zugehörig erwähnt wurde, und war der Sohn des Rabo Wilhelm von Scheele zu Schelenburg (1670–1730) und der Amalie von Schwarzen zu Brunnenbrock. Johann Daniel Victor von Scheele war verheiratet mit Louise Dorothea von Alten zu Wilkenburg. Jedoch erlosch mit ihm die älteste Schelenburger Linie. Der Besitz dieser Linie gelangte an Johann Daniel Victors Neffen, Ludwig Clamor.

## Leben
Scheele begann von Jugend auf seine militärische Laufbahn bei der kurhannoverschen Armee. 1734 diente er am Rhein und von 1743 bis 1762 nahm er an allen größeren Feldzügen in der kurhannoverschen Armee teil. 1746 wurde er als Major zum Titular-Oberstleutnant des Infanterieregiments „Kielmansegg“, sodann 1749 wirklicher Oberstleutnant des Regiments „von Post“, am 12. Juli 1757 Titularoberst desselben, und ab 19. Dezember 1757 übernahm er als Oberst und Chef das Infanterieregiment „von Fabrice“. Am 29. Juni 1759 wurde er zum Generalmajor befördert. Er war am 1. August 1759 in der Schlacht bei Minden als Kommandant von fünf Bataillonen mit der Rettung der von Vernichtung bedrohten Division Spörken betraut, und am 20. Januar 1761 wurde er schließlich zum Generalleutnant befördert. Scheele blieb bis zu seinem Tod 1774 Chef dieses Regiments, das danach mit dem Infanterieregiment Nr. 2-A des Generalmajors von Meding, der 1777 zum Generalleutnant avancierte, zusammengelegt wurde.